# Jezioro Rakowe
Jezioro Rakowe (także Rokiet, Rokitno) – jezioro na Równinie Drawskiej, położone w województwie zachodniopomorskim, w powiecie choszczeńskim, w gminie Bierzwnik, w Puszczy Drawskiej. 
Powierzchnia zbiornika wynosi 31,33 ha. Jezioro ma maksymalną głębokość wynosi 15,0 m. Jezioro Rakowe ma wydłużony kształt o przebiegu południkowym. 
Zbiornik znajduje się w zlewni strugi Moczel, należącej do zlewni Drawy.
Jezioro Rakowe jest otoczone lasem Puszczy Drawskiej. Ok. 2 km na zachód znajduje się jezioro Piaseczno posiadające podobny przebieg i kształt. 
Północno-wschodni brzeg jeziora stanowi granicę między gminą Bierzwnik a gminą Drawno.
Jezioro to, jest częstym miejscem ćwiczeń nurków, zwłaszcza strażackich.